# Dilophosauridae
Dilophosauridae (česky "dilofosauridi", doslova "ještěři se dvěma hřebeny") je název čeledi středně velkých dravých dinosaurů. Patří do podřádu teropodů, tedy dvounohých a vesměs primárně masožravých dinosaurů.

## Charakteristika
Dle dosavadních poznatků žili dilofosauridi pouze v období svrchního triasu a spodní jury, asi před 209 až 188 miliony let. Vyskytovali se na několika kontinentech (tehdy ovšem spojených) a byli tedy značně geograficky rozšířeni. Dosahovali délky od 5 do 8 metrů a maximální hmotnosti kolem 500 kilogramů. Byli tedy lehce stavění a dokázali zřejmě rychle běhat. Lovili živou kořist v podobě býložravých dinosaurů i jiných obratlovců. Obvykle měli velmi štíhlé čelisti a na hlavě v dospělosti výrazný hřebínek. Jejich zkameněliny byly objeveny také v Antarktidě (rod Cryolophosaurus). Přesná systematika této skupiny však zatím zůstává nejistá.
Tito středně velcí draví dinosauři byli relativně štíhle stavěni a pravděpodobně dokázali poměrně rychle běhat.

## Zástupci
- Cryolophosaurus (Antarktida)
- Dilophosaurus (USA)

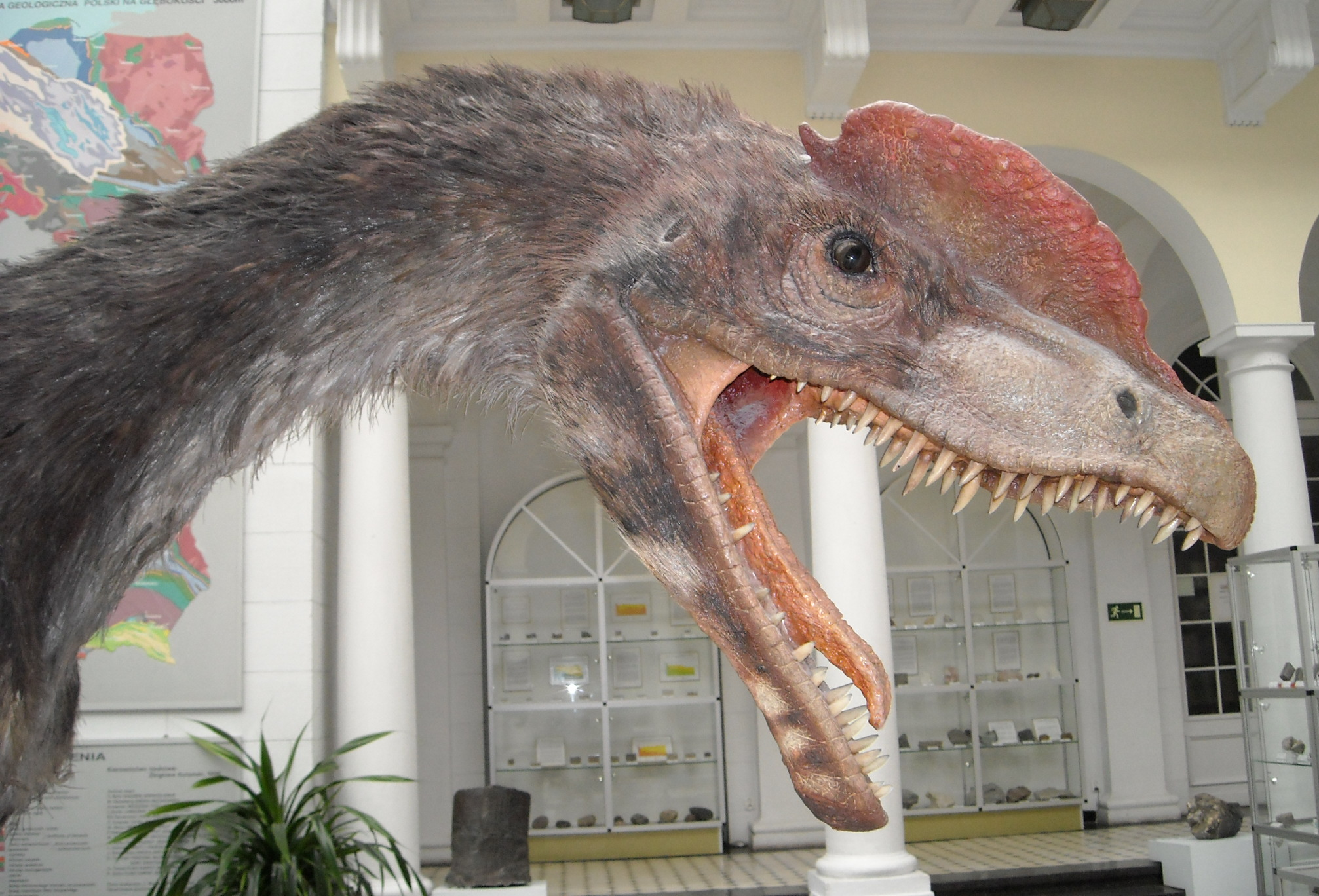
Rekonstrukce hlavy dilofosaura. Vědci doposud nevědí, k čemu sloužil hřebínek na temeni hlavy.

- Dracovenator (Jihoafrická republika)
- ?Notatesseraeraptor (Švýcarsko)
- ?Sarcosaurus (Anglie)
- Sinosaurus (Čína)